# Arca (tournée)
Arca è la terza tournée musicale della disc jockey e musicista venezuelana Arca.

## Descrizione
Arca ha dato inizio al tour il 30 marzo 2017 da Milano per promuovere il suo terzo album in studio omonimo, Arca. La tournée, dopo 24 tappe e 32 spettacoli, si è conclusa il 28 luglio 2019 a Seul, in Corea del Sud. Molti spettacoli hanno visto la partecipazione dell'artista multimediale Jesse Kanda.

### Scaletta
Questa scaletta è relativa alla data di Londra del 28 aprile 2017, non a tutte le date del tour:
| Canzone    | Album  |
| ---------- | ------ |
| Vacuum     | ^^^^^  |
| Whip       | Arca   |
| Vanity     | Mutant |
| Sad Bitch  | Xen    |
| Miel       | Arca   |
| Interludio |        |
| Xen        | Xen    |
| Century    | &&&&&  |
| Coraje     | Arca   |

### Spettacoli
| Data              | Città           | Stato         | Luogo/Festival                       | Note   |
| Europa            | Europa          | Europa        | Europa                               | Europa |
| ----------------- | --------------- | ------------- | ------------------------------------ | ------ |
| 30 marzo 2017     | Milano          | Italia        | Club 2 Club                          | [ 1 ]  |
| 31 marzo 2017     | L'Aia           | Paesi Bassi   | Rewire Festival                      | [ 1 ]  |
| 28 aprile 2017    | Londra          | Regno Unito   | The Roundhouse                       | [ 1 ]  |
| 15 giugno 2017    | Barcellona      | Spagna        | Sónar Festival                       | [ 1 ]  |
| 28 giugno 2017    | Gdynia          | Polonia       | Open'er Festival                     |        |
| Nord America      |                 |               |                                      |        |
| 7 luglio 2017     | Brooklyn        | Stati Uniti   | Brooklyn Steel                       | [ 3 ]  |
| 14 luglio 2017    | Chicago         | Stati Uniti   | Pitchfork Festival                   | [ 1 ]  |
| 22 luglio 2017    | Los Angeles     | Stati Uniti   | FYF Festival                         | [ 1 ]  |
| Asia              |                 |               |                                      |        |
| 28 luglio 2017    | Yuzawa          | Giappone      | Fuji Rock Festival                   |        |
| Europa            |                 |               |                                      |        |
| 5 agosto 2017     | Amstelveen      | Paesi Bassi   | Dekmantel Festival                   | [ 1 ]  |
| 30 settembre 2017 | Bochum          | Germania      | Ruhrtriennale                        | [ 1 ]  |
| Nord America      |                 |               |                                      |        |
| 13 ottobre 2017   | Miami           | Stati Uniti   | III Points Festival                  | [ 4 ]  |
| Europa            |                 |               |                                      |        |
| 3 novembre 2017   | Torino          | Italia        | Club 2 Club                          |        |
| 9 dicembre 2017   | Londra          | Regno Unito   | Corsica Studios                      | [ 5 ]  |
| Nord America      |                 |               |                                      |        |
| 5 aprile 2018     | San Francisco   | Stati Uniti   | 1015 Folsom                          | [ 6 ]  |
| Sud America       |                 |               |                                      |        |
| 7 aprile 2018     | Toluca          | Messico       | Ceremonia Festival                   | [ 7 ]  |
| Europa            |                 |               |                                      |        |
| 28 aprile 2018    | Zurigo          | Svizzera      | SpaceMonki                           | [ 8 ]  |
| 24 maggio 2018    | Vienna          | Austria       | Hyperreality Festival                | [ 9 ]  |
| 1º giugno 2018    | Barcellona      | Spagna        | Primavera Sound                      |        |
| 9 giugno 2018     | Porto           | Portogallo    | NOS Primavera Sound                  |        |
| 23 giugno 2018    | Leinster        | Irlanda       | Body & Soul Festival                 |        |
| 30 giugno 2018    | Katowice        | Polonia       | Nowa Muzyka Festival                 | [ 10 ] |
| 4 luglio 2018     | Valle d'Itria   | Italia        | Valle d'Itria International Festival | [ 11 ] |
| 8 settembre 2018  | Zurigo          | Svizzera      | SpaceMonki                           | [ 12 ] |
| 6 ottobre 2018    | Madrid          | Spagna        | El Matadero                          |        |
| 27 ottobre 2018   | Bochum          | Germania      | Schauspielhaus Bochum                |        |
| Sud America       |                 |               |                                      |        |
| 3 novembre 2018   | San Paolo       | Brasile       | YAGA Festival                        | [ 13 ] |
| Nord America      |                 |               |                                      |        |
| 10 novembre 2018  | Brooklyn        | Stati Uniti   | 99 Scott                             | [ 14 ] |
| Europa            |                 |               |                                      |        |
| 1º dicembre 2018  | Zurigo          | Svizzera      | Supermarket                          | [ 15 ] |
| 30 marzo 2019     | Cascais         | Portogallo    | ID_NOLIMITS                          | [ 16 ] |
| 18 luglio 2019    | Barcellona      | Spagna        | Sónar Festival                       | [ 17 ] |
| 21 luglio 2019    | Gräfenhainichen | Germania      | Melt! Festival                       |        |
| Asia              |                 |               |                                      |        |
| 28 luglio 2019    | Seul            | Corea del Sud | The K Hotel, Darkdome Stage          | [ 18 ] |